# Cervalces
Genre
Cervalces est un genre fossile de cervidés de la mégafaune d'Amérique du Nord et d'Eurasie au Pléistocène. Il s'est éteint à la fin de la dernière période glaciaire, il y a environ 11 500 ans.

## Historique
Les premiers fossiles appartenant au genre ont été trouvés vers 1805 par William Clark dans le comté de Boone, dans le Kentucky, aux États-Unis, sur un site connu pour avoir livré plusieurs autres fossiles de la mégafaune nord-américaine. En 1885, William Berryman Scott découvrit un squelette plus complet dans le New Jersey, qui lui permit de décrire le genre Cervalces.

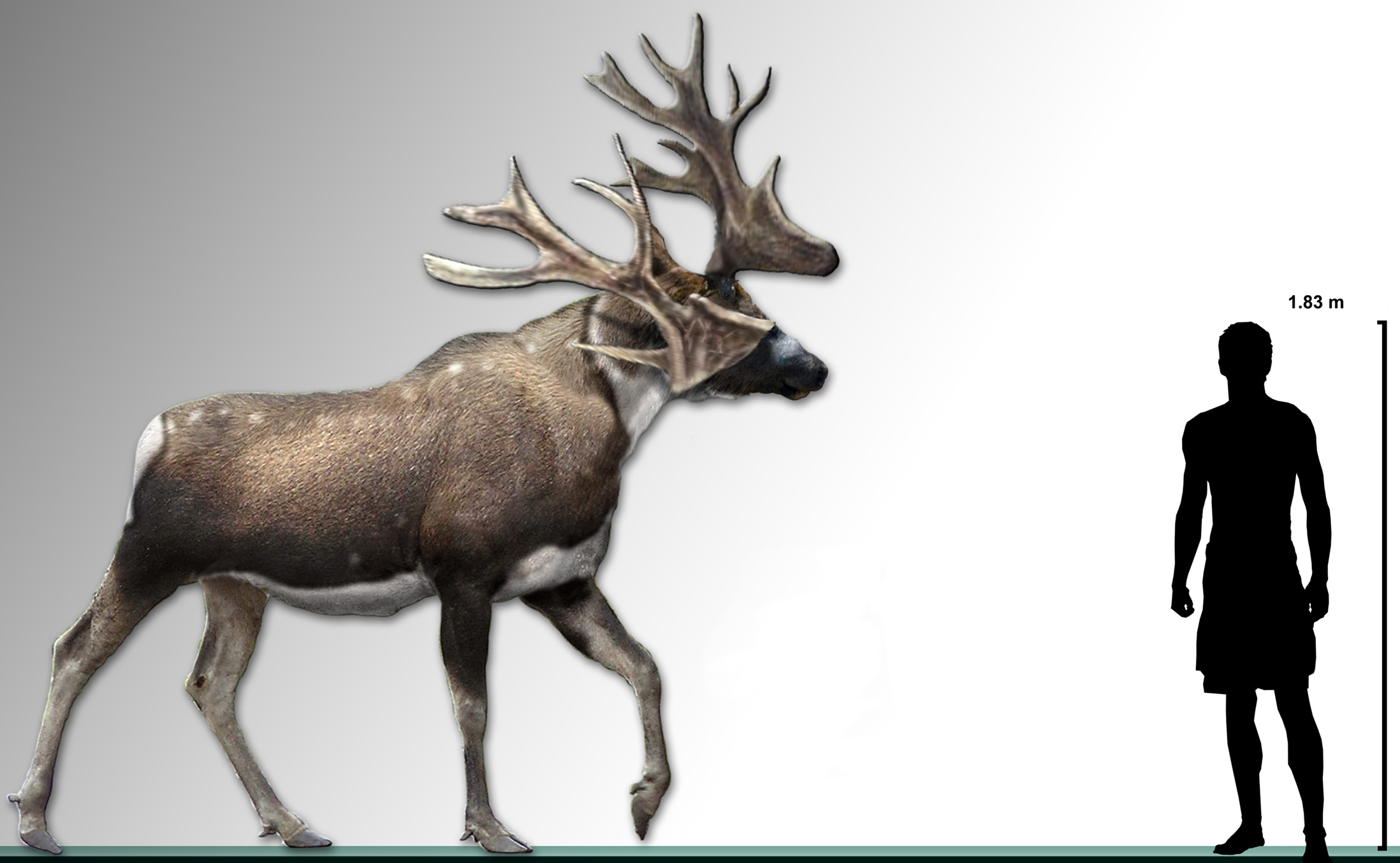
Reconstitution de C. scotti

## Description
Cervalces ressemblait à un mélange d'élan, de cerf et de wapiti.
Cervalces latifrons serait le plus grand cervidé ayant existé, avec une hauteur de 2,1 m au garrot, une longueur d'environ 3 m et un poids d'environ 700 kg[réf. souhaitée]. Il avait toutefois une envergure de bois plus courte (2,5 m) que celle de Megaloceros giganteus.

## Liste des espèces
Selon BioLib (12 juin 2025) :
- †Cervalces latifrons (en) (Johnson, 1874) - Eurasie (Pléistocène)[2]
- †Cervalces postremus Vangengeim & Flerov, 1965
- †Cervalces scotti (Lydekker, 1898) - Amérique du Nord (Pléistocène)[1]

## Systématique
Le nom valide complet (avec auteur) de ce taxon est Cervalces Scott, 1885.